# ایگنه (گروه موسیقی)
ایگنِه (به انگلیسی: IGNEA) یک گروه موسیقی اوکراینی در سبک متال می باشد که در سال ۲۰۱۳ در کیف شکل گرفت.

## تاریخچه

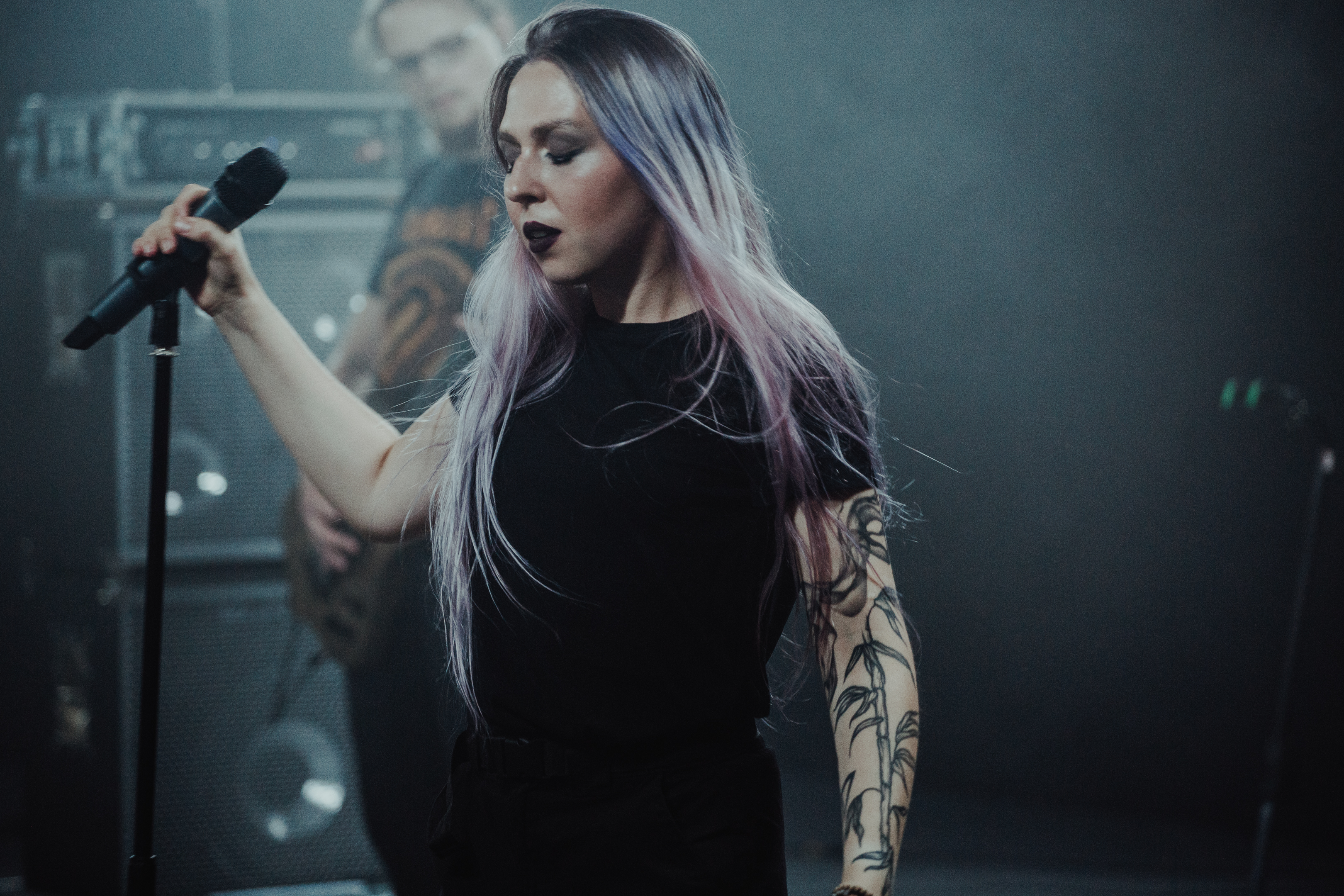
خواننده ایگنه «Helle Bohdanova » اجرای زنده سال ۲۰۲۰

ایگنه در در سال ۲۰۱۳ با نام "Parallax" فعالیت خود را شروع کرد و در همان سال ضبط اولین مینی آلبوم خود با نام «Sputnik» را انجام داد. سال بعد گروه تک آهنگ بعدی خود را تحت عنوان "Petrichor" آماده و منتشر کرد که در آن زمان گیتاریست گروه Orphaned Land بود.
در سال ۲۰۱۵ ، گروه نام خود را به ایگنه "IGNEA" تغییر داد و  سبک خود را به  ملودیک متال متمرکز کرد. در این سال، تک آهنگ "Alga" با همکاری ارکستر سمفونیک منتشر شد.
۱۳ فوریه ۲۰۱۷  گروه ویدیویی را برای اولین آهنگ آلبوم "Şeytanu Akbar" منتشر کرد، آهنگی که علیه تروریسم دعوت می کند»
در ژوئن ۲۰۲۱، گروه قراردادی را با لیبل اتریشی Napalm Records امضا کرد .

## دیسکوگرافی

### آلبوم ها
- ۲۰۱۳ - اسپوتنیک [EP] (Sputnik)
- ۲۰۱۷ - نشانه ایمان (The Sign of Faith)
- ۲۰۲۰ - قلمروهای آتش و مرگ (The Realms of Fire and Death)

- Dreams of Lands Unseen (۲۰۲۳)

### سینگل ها
- ۲۰۱۴ - Petrichor
- ۲۰۱۶ - Alga
- ۲۰۱۸ - ملکه می میرد (Queen Dies)
- ۲۰۲۰ - افسون زدایی (Disenchantment)
- ۲۰۲۱ - Bosorkun

### SPLIT EP
۲۰۲۱ - BESTIA (IGNEA و ERSEDU)